# Collegio uninominale Puglia - 02 (Senato della Repubblica 2017)
Il collegio elettorale uninominale Puglia - 02 è stato un collegio elettorale uninominale della Repubblica Italiana per l'elezione del Senato tra il 2017 ed il 2022.

## Territorio
Come previsto dalla legge elettorale italiana del 2017, il collegio era stato definito tramite decreto legislativo all'interno della circoscrizione Puglia.
Era formato dal territorio di 21 comuni: Acquaviva delle Fonti, Altamura, Binetto, Bisceglie, Bitetto, Cassano delle Murge, Corato, Giovinazzo, Gravina in Puglia, Grumo Appula, Minervino Murge, Molfetta, Palo del Colle, Poggiorsini, Ruvo di Puglia, Sammichele di Bari, Santeramo in Colle, Spinazzola, Terlizzi, Toritto, Turi.
Il collegio era quindi compreso tra la città metropolitana di Bari e la provincia di Barletta-Andria-Trani.
Il collegio era parte del collegio plurinominale Puglia - 01.

## Eletti
| Elezione | Elezione | Senatore        | Partito            |
| -------- | -------- | --------------- | ------------------ |
|          | 2018     | Angela Piarulli | Movimento 5 Stelle |

## Dati elettorali

### XVIII legislatura
Come previsto dalla legge elettorale, 116 senatori erano eletti con sistema a maggioranza relativa in altrettanti collegi uninominali a turno unico.
| Candidati              | Candidati                 | Voti    | %     | Liste                                | Voti    | %     |
| ---------------------- | ------------------------- | ------- | ----- | ------------------------------------ | ------- | ----- |
|                        | Angela Piarulli ✔️ Eletto | 112 732 | 45,97 | Movimento 5 Stelle                   | 112 732 | 45,97 |
|                        | Anna Carmela Minuto       | 77 113  | 31,45 | Forza Italia                         | 45 912  | 18,72 |
| Lega                   | Anna Carmela Minuto       | 77 113  | 31,45 | 13 891                               | 5,66    |       |
| Fratelli d'Italia      | Anna Carmela Minuto       | 77 113  | 31,45 | 10 698                               | 4,36    |       |
| Noi con l'Italia - UDC | Anna Carmela Minuto       | 77 113  | 31,45 | 6 612                                | 2,70    |       |
|                        | Loredana Lezoche          | 38 937  | 15,88 | Partito Democratico                  | 33 733  | 13,76 |
| +Europa                | Loredana Lezoche          | 38 937  | 15,88 | 2 651                                | 1,08    |       |
| Italia Europa Insieme  | Loredana Lezoche          | 38 937  | 15,88 | 1 331                                | 0,54    |       |
| Civica Popolare        | Loredana Lezoche          | 38 937  | 15,88 | 1 222                                | 0,50    |       |
|                        | Filomena Trizio           | 7 713   | 3,15  | Liberi e Uguali                      | 7 713   | 3,15  |
|                        | Giuseppe Zanna            | 2 906   | 1,19  | Potere al Popolo!                    | 2 906   | 1,19  |
|                        | Willy Lapenna             | 1 806   | 0,74  | Il Popolo della Famiglia             | 1 806   | 0,74  |
|                        | Nicoletta Daiello         | 1 506   | 0,61  | CasaPound                            | 1 506   | 0,61  |
|                        | Oronza Antonella Striani  | 1 210   | 0,49  | Italia agli Italiani                 | 1 210   | 0,49  |
|                        | Massimo Pellegrino        | 854     | 0,35  | Partito Comunista                    | 854     | 0,35  |
|                        | Tommaso Piarulli          | 263     | 0,11  | Lista del Popolo per la Costituzione | 263     | 0,11  |
|                        | Francesco Albergo         | 181     | 0,07  | PRI - ALA                            | 181     | 0,07  |
| Totale                 | Totale                    | 245 221 | 100   |                                      | 245 221 | 100   |
|                        |                           |         |       |                                      |         |       |
| Voti non validi        | Voti non validi           | 8 877   | 3,49  |                                      |         |       |
| Votanti                | Votanti                   | 254 098 | 69,98 |                                      |         |       |
| Elettori               | Elettori                  | 363 090 |       |                                      |         |       |